# Liocarcinus holsatus
Polybius holsatus är en kräftdjursart som först beskrevs av Fabricius 1798.  I den svenska databasen Dyntaxa används istället namnet Liocarcinus holsatus. Enligt Catalogue of Life ingår Polybius holsatus i släktet Polybius och familjen simkrabbor, men enligt Dyntaxa är tillhörigheten istället släktet Liocarcinus och familjen simkrabbor. Arten är reproducerande i Sverige. Inga underarter finns listade i Catalogue of Life.

## Bildgalleri

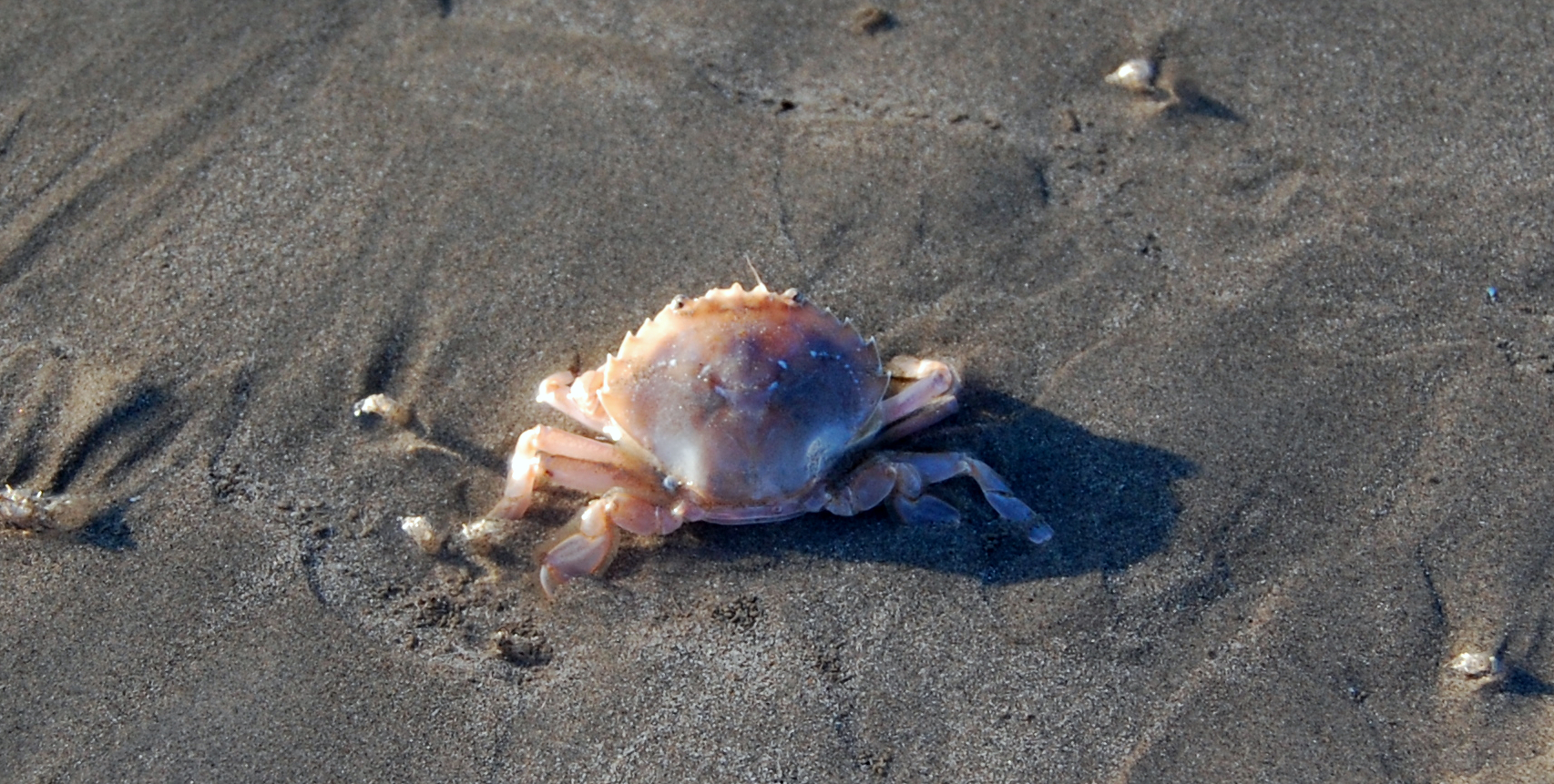